# Cercideae
Cercideae је географски широко распрострањена група биљака из породице бобова (Fabaceae). Ово племе обухвата око 13 препознатих родова породице, који се на основу података о филогенији породице сматрају најпримитивнијим (најраније одвојеним у засебну еволуциону грану). 

## Систематика
Племе се може поделити у два подплемена, Bauhiniinae и Cercidinae, на основу морфолошких и анатомских карактера цвета, плода и семена.
Прво подплеме обухвата номинотипски род Bauhinia sensu lato, пантропског распрострањења, са центром диверзитета у Неотропском флористичком царству, као и ендемични монотипски мадагаскарски род Brenierea. Bauhinia sensu lato се састоји од родова Bauhinia, Gigasiphon, Tylosema, Barklya, Lysiphyllum, Phanera, Lasiobema и Piliostigma.
Подплеме Cercidinae обухвата родове Cercis (рогач), Griffonia и Adenolobus.